# Szinisz

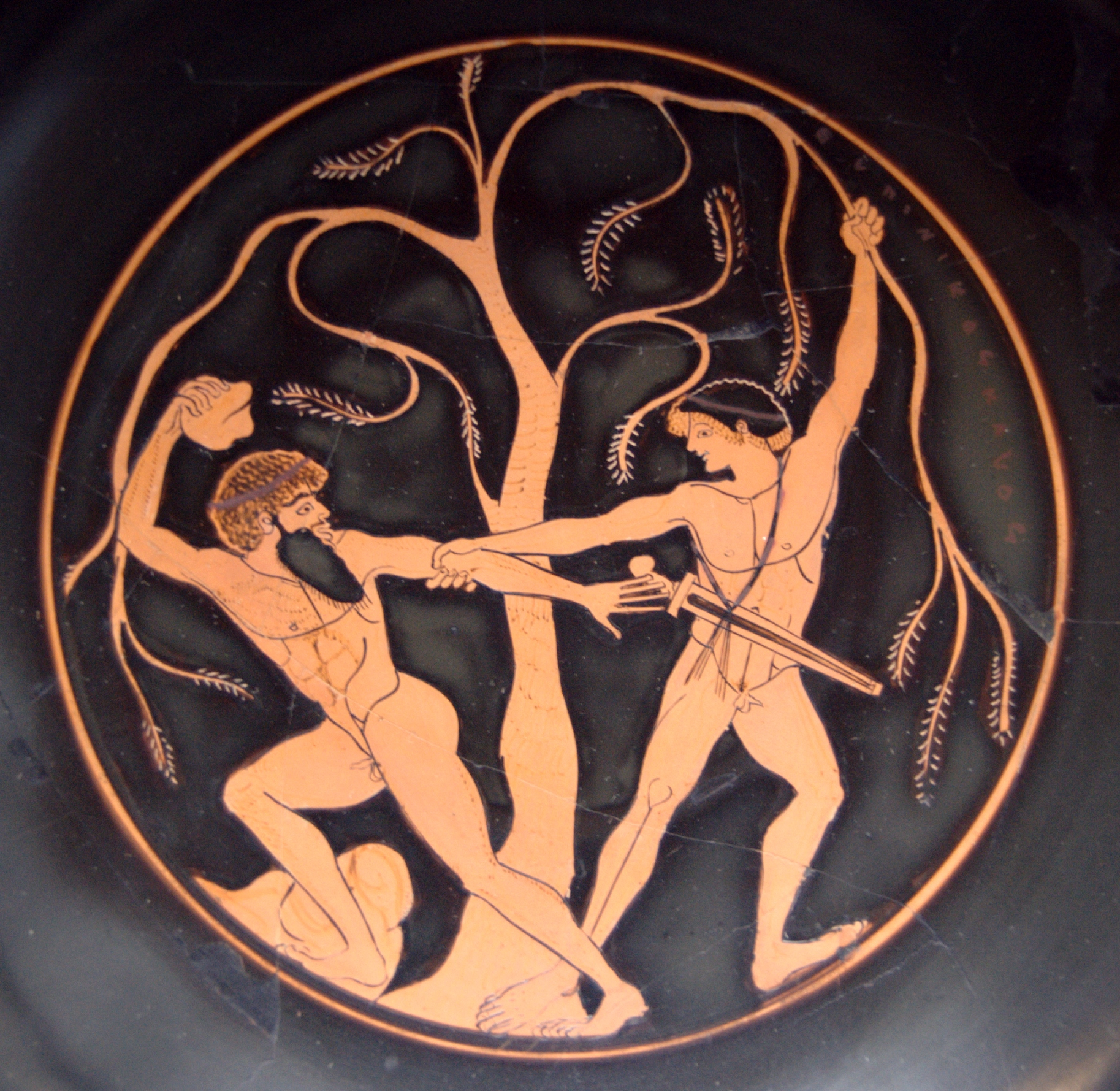
Thészeusz kikötözi Sziniszt

Szinisz (görögül: Σίνις) egy ókori iszthmoszi útonálló.

## Története
Óriási erejével a fenyőfákat le tudta hajlítani a földig és az arra járó utazókat két ilyen fa csúcsához kötözte, majd a fákat elengedve szakította szét őket. Másik nevét (Pitüokamptész, vagyis fenyőhajlító) ezért kapta. Az Athénba tartó Thészeusz, miután legyőzte, hasonlóképpen bánt el vele, mint ő szokott áldozataival. Szinisz apját, Prokrusztészt is Thészeusz tette ártalmatlanná. Állítólag előbbi legyőzésének emlékére alapította Thészeusz az iszthmoszi játékokat.